# Samuel Schwarz
Samuel Schwarz (ur. 22 sierpnia 1983 w Berlinie Wschodnim) – niemiecki łyżwiarz szybki.

## Kariera
Po raz pierwszy na arenie międzynarodowej Samuel Schwarz pojawił się podczas mistrzostw świata juniorów w Kushiro w 2003 roku, gdzie był piąty w biegu drużynowym i dwunasty w wieloboju. W zawodach Pucharu Świata zadebiutował 16 listopada 2003 roku w Erfurcie, zajmując 22. miejsce w grupie B na 1500 m. Pierwsze pucharowe podium wywalczył 12 grudnia 2011 roku w Obihiro, gdzie wygrał bieg na 1000 m. W zawodach tych wyprzedził bezpośrednio Shaniego Davisa z USA oraz Jana Bosa z Holandii. W sezonie 2012/2013 na podium stawał czterokrotnie: 16 grudnia 2012 roku w Harbinie był pierwszy, 8 grudnia w Nagano był drugi, a 15 grudnia w Harbinie i 20 stycznia 2013 roku w Calgary zajmował trzecie miejsce na 1000 m. W klasyfikacji końcowej 1000 m był czwarty. Na podium na tym dystansie stawał także w sezonie 2014/2015: 15 listopada w Obihiro był trzeci, a 6 grudnia w Berlinie zajął drugie miejsce.
W 2010 roku brał udział w igrzyskach olimpijskich w Vancouver, gdzie jego najlepszym wynikiem było szesnaste miejsce w biegu na 1000 m. Na rozgrywanych cztery lata później igrzyskach olimpijskich w Soczi, był między innymi piąty na tym samym dystansie. Najlepszy wynik na mistrzostwach świata osiągnął w 2013 roku, kiedy na dystansowych mistrzostwach świata w Soczi był szósty w biegu na 1000 m.